# Gresham (Wisconsin)
Gresham – wieś w Stanach Zjednoczonych, w stanie Wisconsin, w hrabstwie Shawano.